# ناحیه چارلتون، میشیگان
ناحیه چارلتون (به انگلیسی: Charlton Township) یک منطقهٔ مسکونی در ایالات متحده آمریکا است که در شهرستان آتسگو، میشیگان واقع شده‌است.
 ناحیه چارلتون ۲۶۴٫۸ کیلومتر مربع مساحت و ۱٬۳۳۰ نفر جمعیت دارد و ۴۱۸ متر بالاتر از سطح دریا واقع شده‌است.